# Chris Woods
Christopher Charles Eric "Chris" Woods (født 14. november 1959 i Swineshead, England) er en tidligere engelsk fodboldspiller, der spillede som målmand hos flere klubber, samt for Englands landshold. Af hans klubber kan blandt andet nævnes Queens Park Rangers, Norwich City og Sheffield Wednesday, samt skotske Rangers F.C.

## Landshold
Woods spillede i årene mellem 1985 og 1993 43 kampe for Englands landshold. Han repræsenterede sit land ved VM i 1986, EM i 1988, VM i 1990 samt EM i 1992.